# Pseudoscleropodium purum
Pseudoscleropodium purum là một loài Rêu trong họ Brachytheciaceae. Loài này được (Hedw.) M. Fleisch. miêu tả khoa học đầu tiên năm 1923.

## Hình ảnh

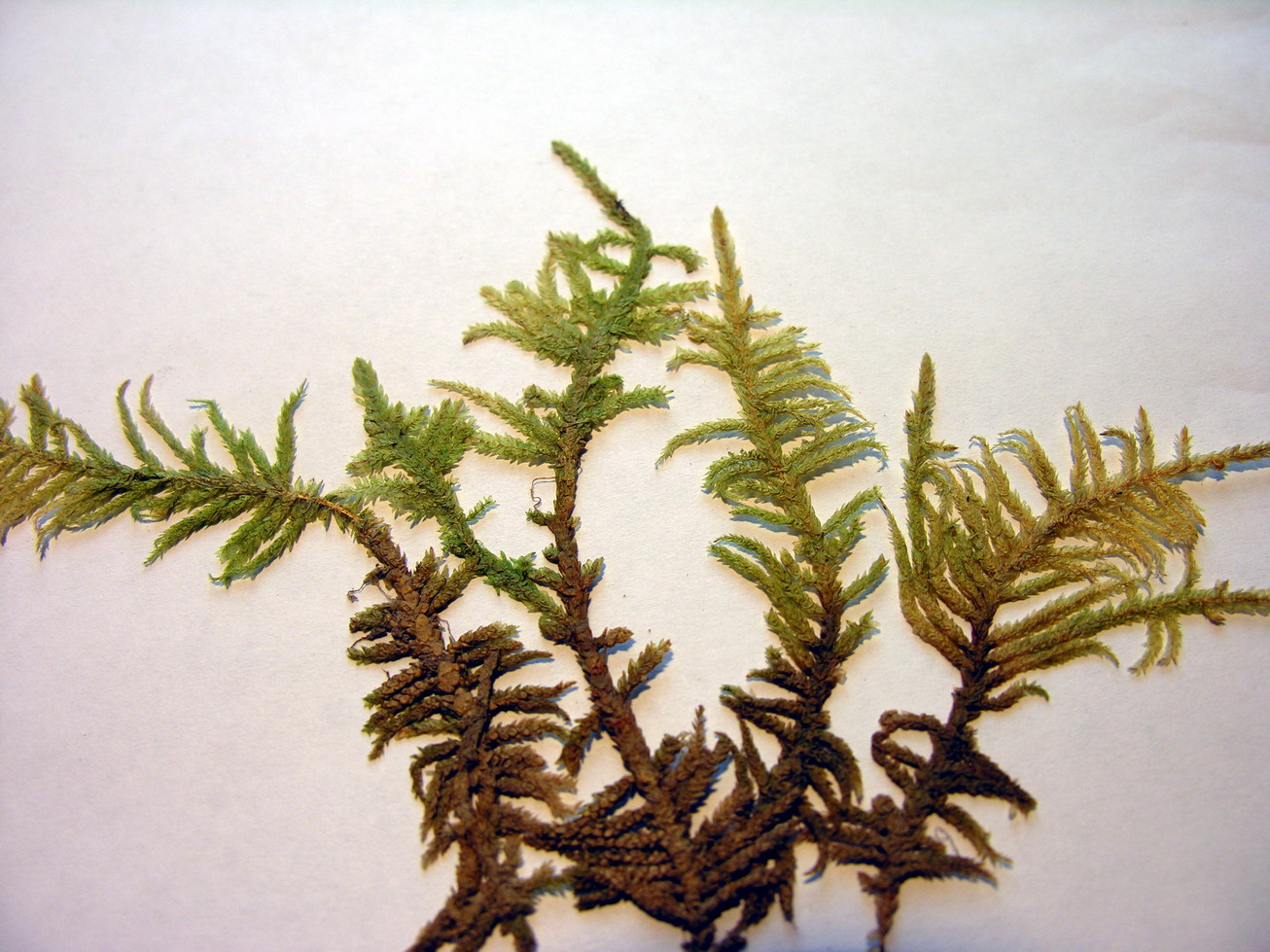
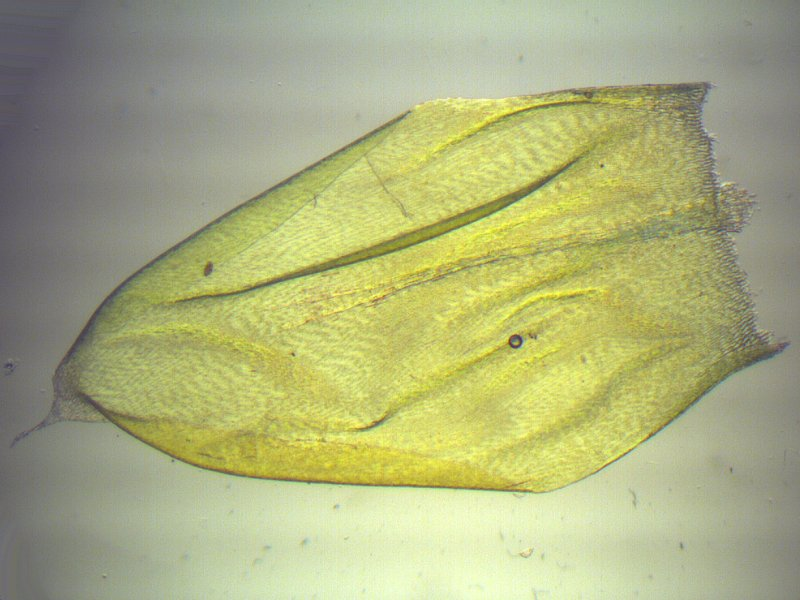
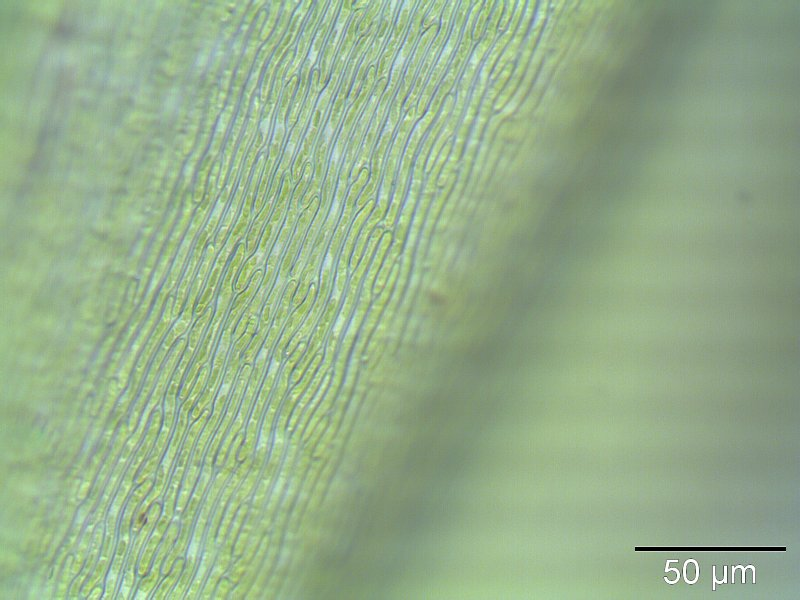